# Johnny Sasaki
Pour les articles homonymes, voir Johnny et Sasaki.
Johnny Sasaki (également appelé Akiba) est un personnage de jeu vidéo de la série Metal Gear.
Il apparaît pour la première fois dans Metal Gear Solid, puis dans Metal Gear Solid 2: Sons of Liberty puis encore dans Metal Gear Solid 4: Guns of the Patriots d'où il est connu sous le pseudonyme d'Akiba.

## Biographie fictive
Johnny Sasaki est un personnage comique récurrent dans la série des Metal Gear Solid. Soldat membre de Fox Hound, il est facile à reconnaître, s'il est endormi ou assommé, il adopte une position où son postérieur est relevé ; il est également sujet au rhume et à de violentes crises de diarrhée qui le mettent dans des situations embarrassantes.
Ce personnage est inspiré de Hideki Sasaki, le concepteur des personnages de la série des Metal Gear Solid qui avait l'habitude de mettre son bureau en désordre afin de créer l'illusion et de faire croire qu'il était constamment occupé.

### Metal Gear Solid
Pendant l'incident de Shadow Moses, Johnny Sasaki est l'un des soldats génome aux ordres de Liquid Snake qui prend part à l'insurrection des membres de Fox Hound.
Il est assigné à la surveillance de la cellule de Donald Anderson. Lors de l'infiltration par les conduits d'aération, le joueur peut le surprendre aux toilettes et faire des commentaires sur Meryl et un coup de froid qu'il aurait pris, lui causant ses troubles digestifs. Quand Solid Snake parle avec Donald, Johnny croit que ce dernier parle tout seul et vient lui dire de se taire (Snake parviendra à se cacher au dernier moment). Cependant, en entendant Anderson/Octopus mourir, il ouvre par mégarde la cellule de Meryl Silverburgh qui en profite pour l'assommer et le dépouiller entièrement de tous ses vêtements. Snake peut voir son corps entièrement nu (ses parties génitales sont pixelisées) dans sa célèbre position, les fesses relevées.
Plus tard, il sera assigné à la surveillance de la cellule de Solid Snake, capturé par Sniper Wolf. Après avoir dû traverser la base nu pour retrouver un uniforme, il a attrapé froid, souffrant dès lors régulièrement de crises de diarrhée, de fortes toux et de somnolence. Le joueur pourra s'échapper de la cellule en cachant Snake sous le lit, ou en dispersant du ketchup sous le corps allongé de Snake le faisant passer pour mort pendant que Johnny se trouve aux toilettes soumis à une crise de diarrhée.
Metal Gear Solid : Special Missions
Johnny apparaît également dans l'add-on de Metal Gear Solid, dans la partie Mystery, où il est coupable d'un des meurtres. Il se trahit à sa façon de s'évanouir (face contre terre, les fesses relevées).

### Metal Gear Solid 2: Sons of Liberty
Au cours de l'incident de la Big Shell, Johnny est un des gardes de Olga Gurlukovich aux ordres de Solidus Snake. On ne le voit pas mais le joueur peut entendre sa voix à deux reprises dans certains cas.
Quand Raiden est aux côtés de Richard Ames et qu'il doit écouter la discussion entre Revolver Ocelot et Solidus Snake avec le microphone directionnel, s'il pointe le micro vers la gauche le joueur peut l'entendre se plaindre de diarrhée dans les toilettes.
Plus tard, dans la scène dans laquelle Emma Emmerich doit progresser de tour en tour pendant que Raiden et Solid Snake la couvrent si le joueur pointe le microphone directionnel lorsque Emma passe dans l'arrière de la seconde tour (hors de la vue de Raiden) on entend Johnny Sasaki qui surprend Emma mais la laisse passer, étant repris d'une crise de diarrhée et sachant la mise en surface de l’Arsenal Gear (sur laquelle repose la plate-forme) prochaine.

### Metal Gear Solid 3: Snake Eater
Le Johnny Sasaki présent dans le jeu est en réalité le grand-père de celui des autres épisodes. Il explique que tous les fils de la famille se nomment Johnny et souffrent tous de troubles digestifs.

### Metal Gear Solid 4: Guns of the Patriots
Johnny Sasaki est présent sous le nom de Johnny "Akiba" au côté de l'unité Rat Patrol Team 01 dirigée par Meryl Silverburgh, il est désigné comme le geek de l'unité. À la fin du jeu, il avoue à Meryl qu'il l'a aimée depuis la première fois qu'il l'a vue dans la prison où cette dernière était enfermée, lors de l'incident de Shadow Moses. Il semble qu'il ne soit pas affecté par le virus FoxDie et par le pouvoir de Screaming Mantis due à l'absence de nanomachines dans son sang contrairement à la majorité des soldats - il expliquera avoir réussi à échapper à l'injection, ayant peur des aiguilles.
Finalement, alors qu'au début Johnny et Meryl n'avaient rien en commun, leur dernière mission les rapprochera plus que jamais et ils se marieront à la fin de l'histoire.

## Autres apparitions
Johnny est l'un des personnages spéciaux de Metal Gear Online. Il peut détecter les pièges à distance. Quand Meryl (elle aussi personnage spécial du jeu) meurt, il crie (et vice-versa).
Johnny Sasaki apparaît également dans Metal Gear Acid en tant que carte du paquet « MGS1 ». La capacité de la carte est : « Diarrhea ». Une fois la carte activée, une petite vidéo montre Johnny en slip effondré au sol après que Meryl l'a dépouillé. Dans sa suite Metal Gear Acid 2 la carte Johnny Sasaki permet au joueur de jeter sa main et de prendre de nouvelles cartes.
Dans Metal Gear Solid V: Ground Zeroes, dans la mission bonus Déjà Vu, on peut entendre un soldat ayant la diarrhée dans les toilettes à côté du camp de détention Est. Si le joueur appelle Miller en regardant ces toilettes, Miller se demande s'il s'agit de Johnny avant de rejeter cette idée.
Dans Metal Gear Solid 2: Dictatiel manga, un manga présent dans le manuel de Metal Gear Solid 2 et qui se déroule durant la première partie du jeu dans le tanker, dans une scène Snake endort un garde et alors qu'il continue son chemin il regarde le garde endormi (les fesses en l'air) et murmure "Johnny ?". Cependant dans le jeu lui-même rien n'indique que Johnny se trouve dans le tanker.